# جوي شانت
جوي شانت (بالإنجليزية: Joy Chant)‏ (13 يناير 1945، لندن في المملكة المتحدة)؛ كاتِبة وروائية بريطانية.